# カナート

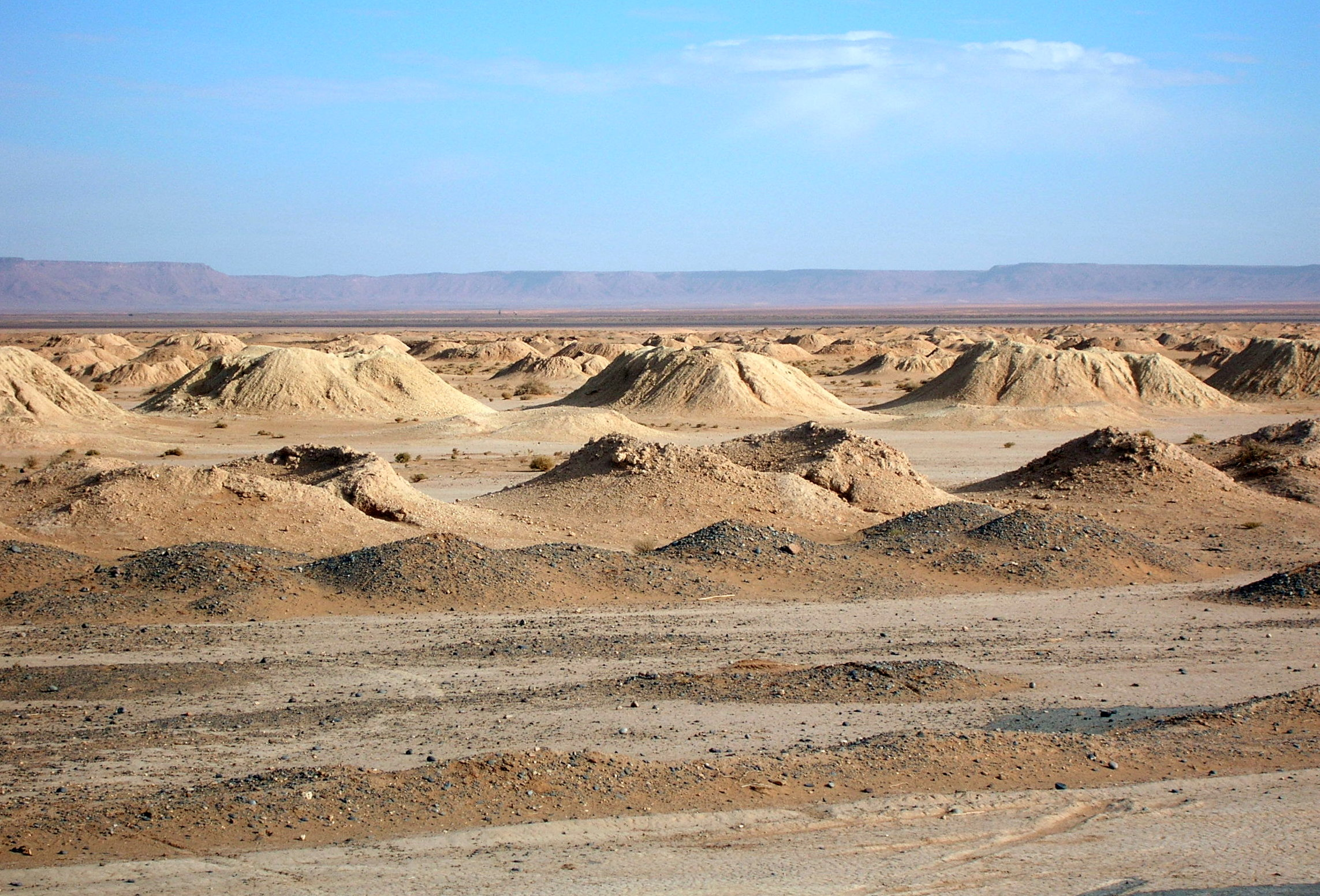
モロッコにおけるカナート

カナートの横断面

カナート（アラビア語: قناة, qanāt）とは、イランの乾燥地域に見られる地下用水路のこと。同様のものをアフガニスタン、パキスタン、ウズベキスタン、新疆ウイグル自治区などではカレーズ（karez; ペルシア語: كاريز 転写:kāriz）といい、北アフリカではフォガラ（foggara）という。
イラン高原を中心に各時代に出現したペルシア帝国が、ティグリス川・ユーフラテス川沿岸の古代メソポタミア文明を凌駕した点の一つにこのカナートという灌漑施設があったといわれる。現在に至るまで古代に起源を持つこの水路が使われている地域も多い。
山麓の扇状地などにおける地下水を水源とし、蒸発を防ぐために地下に水路を設けたものである。山麓に掘られた最初の井戸で水を掘り当ててその地点から横穴を伸ばし、長いものは数十kmに達する。水路の途上には地表から工事用の穴が掘られ、完成後は修理・通風に用いられる。水路が地表に出る場所には、耕地や集落のあるオアシスが形成されている。耕地では小麦、大麦に加え、乾燥に強いナツメヤシ、近年では綿花やサトウキビなどの商品作物の栽培が行われている。

## 各地の名称
- ペルシア語：ガナート قنات (ghanāt)、カーリーズ کاریز (kārīz)
- アラビア語（フスハー）：قناة（語義：(中が空洞な)槍；（主にまっすぐな、ないしは曲がった）棒、シャフト、ポール；（狭いもしくは幅広の）水路、運河[1][2][3][4]） ＊文語アラビア語の休止形発音では qanāh（カナーフとカナーハが混ざったような発音で、最後のh音は無母音のため軽く発声）、口語に近い簡略化された休止形発音では qanā（カナー）、また現代では語末にある文字 ة (ター・マルブータ)の直前が長母音āの場合「ه（h）」音ではなく「ت（t）」音で読むことが許容されておりqanāt（カナート）と読むことの根拠になっている。
  - アラビア半島：ファラジ فلج (falaj, ファラジュ)[5]
  - マグリブ：フォッガーラ فجّارة (foggara)[6]
  - モロッコ：ハッターラ、カタラ خطارة (khettara)[7]
- ダリー語（アフガニスタン）：カレーズ کاریز (kārēz)
- ウイグル語：カリズ كارىز (kariz)
- 中国語：坎児井（kǎnrjǐng、カアルジン、新疆ウイグル自治区のトルファン盆地、甘粛省等にある）
- 日本語：マンボ[注 1]。「マンボ」という名前の語源ははっきりしないが、オランダ語の「マンプウ」から出たものであるという説が谷崎潤一郎の『細雪』に紹介されており、鉱山の坑道、地中の水脈を求めて横堀りした水路、鉄道の線路盛土の下に掘られた狭い通路や水路などが、「マンボウ」「マンプウ」「マンポウ」「マンボ」「マンポ」「マンプ」などと呼ばれているという[9]。

カナートの伝播と名称